# Calyptraea chinensis
Calyptraea chinensis е вид морско коремоного мекотело от семейство Calyptraeidae.

## Разпространение и местообитание
Видът е разпространен по цялото източно атлантическо крайбрежие на юг от ЮАР на север до Северно море. Среща се и в Средиземно и Черно море. Видът се среща и по Българското Черноморие. Среща се в литоралната и сублиторалната зони и е свързан с каменисто дъно. По българското крайбрежие е откриван на дълбочина до 40 метра, рядко до 70 m.

## Описание
Черупката е почти правилна конична и наподобява по форма на шапка, която се използва от азиатските народи и особено в Китай. Поради това притежава и видовото име „chinensis“. Достига на диаметър от 15 – 17 mm и височина до 5 – 7 mm. Върхът на черупката завършва с надебеление наподобяващо на сукално зърно на женска гръд. На цвят отвън е бяла или жълтеникава, а отвътре е седефено бяла. Не притежава оперкулум.

## Хранене
Видът се храни с микроскопични организми като филтрира водата.

## Размножаване
Младите индивиди с размери до 2 mm диаметър на черупката са мъжки, но с напредване на възрастта и увеличаване на размера на тялото стават женски. Оплождането е външно, посредством отделяне на сперматофори във водата. Женските проявяват и грижа за оплодените яйцеклетки като ги носят върху черупката си докато се излюпят. След излюпването малките преминават през велигерова ларва след което се залавят за субстрата.